# Mohamadou Bayero Fadil
 (août 2020).
Pour les articles homonymes, voir Fadil.
Le docteur Mohamadou Bayero est un homme politique et un homme d'affaires camerounais né le 19 décembre 1960 à Garoua dans le Nord Cameroun. Il est le président  du MBF. 
Il est également président du conseil d'administration de l’agence camerounaise des normes et de la qualité, vice-président du conseil des directeurs de l’Institut de normalisation et de métrologie pour les pays islamiques, l’INMPI. Membre de plusieurs structures de lutte contre la corruption et la promotion de la bonne gouvernance, présidées par le Premier ministre, chef du gouvernement, il est membre du comité central et vice-président de la coordination des activités du RDPC dans le Wouri.

## Origines et famille
Ses parents sont originaires de la région du nord, son père  El Hadj Fadil Abdoulaye Hassoumi de Rabinga Salam et sa mère Hadja Hawa Doudou de Garoua. Ils sont issus de l’ethnie peule (foulbé), une tribu dont les principales activités économiques sont basées sur l’élevage et le commerce. 
Son père est le fondateur du Groupe Fadil. En 1993, il passe la main à son fils, Mohamadou Bayero Fadil.
En 1999, Mohamadou Bayero Fadil épouse Fatima Gumsu, née en 1973 et originaire du Nigéria. C’est la fille de l’ex-président nigérian. Avec elle, il aura cinq enfants dont trois garçons et deux filles. À noter qu'avec sa première épouse dont le mariage fut célébré en 1986, il aura eu auparavant six enfants dont 4 garçons et 2 filles. Après une vingtaine d'années de mariage, en décembre 2019 le couple décide de se séparer.
C'est le 27 mars 2020 que le Dr Mohamadou Bayero Fadil officialise son mariage avec Habiba, la fille du richissime homme d'affaires Elhadj Bouba Zra Doua, originaire de Mogode Mokolo dans le Septentrion Camerounais. La famille est présente depuis 1978 à NewBell, Douala.

## Études
Bayero Fadil a suivi des études aux États-Unis : il est diplômé en économie de gestion de Bates College University, Lewiston, dans l’État du Maine aux États-Unis et a poursuivi des études en organisation industrielle à Georgetown University, Washington et à l'Institut polytechnique de Brooklyn.

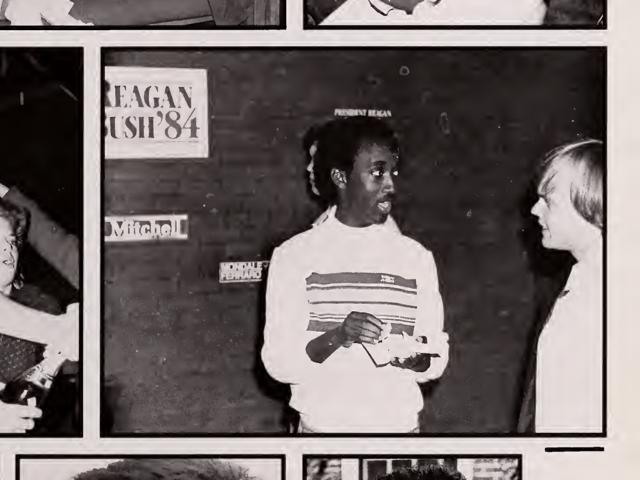
Bayero Fadil lors de la campagne présidentielle américaine de 1984.

## Parcours
Il intègre le  complexe chimique camerounais (CCC), où il occupe les fonctions de Directeur Administratif et Financier, puis celle de Directeur Général. D’importantes responsabilités lui sont confiées  à l’hôtel Le Méridien de Douala et au sein de la société Sel du Cameroun, Selcam. 

## Politique
Mohamadou Bayero Fadil milite au sein du Rassemblement démocratique du peuple camerounais (RDPC), le parti du président Paul Biya, au pouvoir depuis 1985.

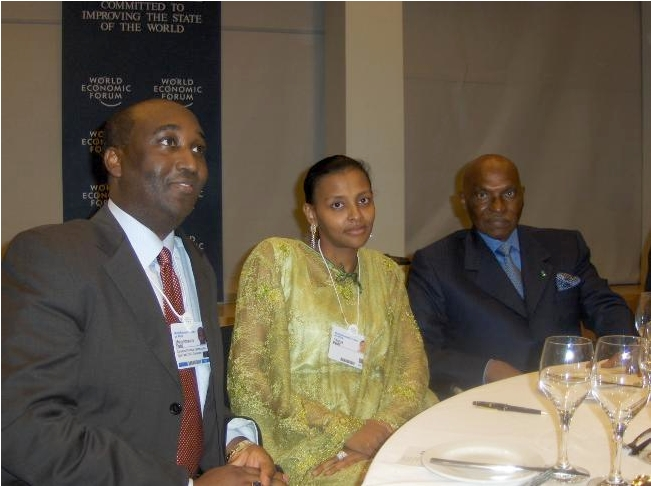
M. et Mme Bayero Fadil avec le président Wade.

Il est membre du comité central de cette formation politique depuis le congrès ordinaire de 1996. Depuis 1997, il est vice-président d'une coordination qui coordonne et suit les activités du RDPC  dans la ville de Douala, capitale économique du Cameroun.  A cette occasion, il déclare à tous les militants: «Nous sommes là pour vous encadrer non seulement pour un fonctionnement harmonieux des organes du parti dans le Wouri mais aussi pour vous dire que la politique est aussi un jeu d’alternances dans la gestion des affaires locales». Il est l'acteur principal de la reprise du contrôle politique de cette cité par son parti. Douala avait basculé dans les rangs de la contestation lors des années de braise.

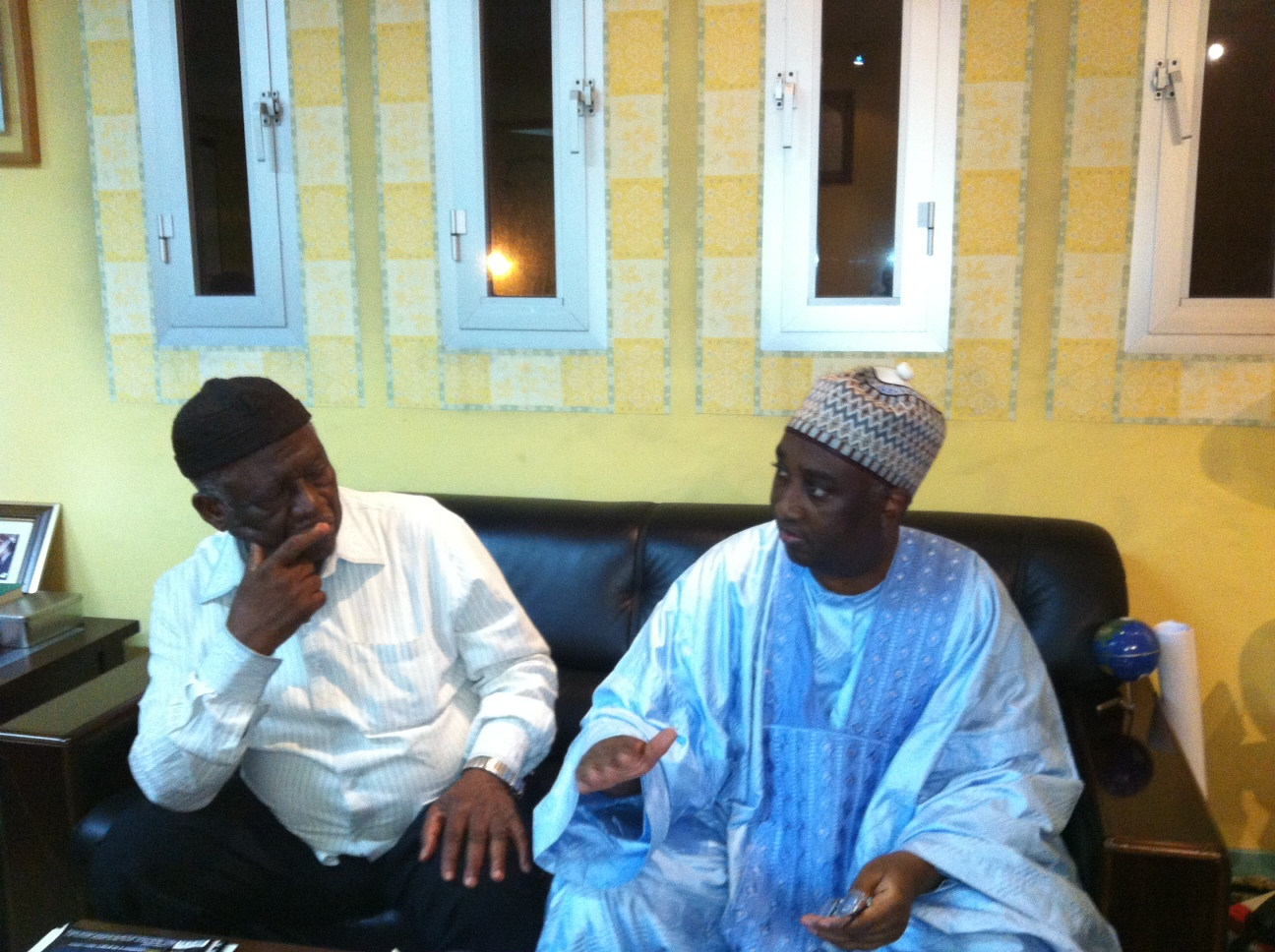
Mohamadou Bayero Fadil et John Fru Ndi.

Mohamadou Bayero Fadil a dirigé avec succès plusieurs missions de reconquête et de réconciliation de l’électorat : Bafoussam en 1997 et responsable provincial pour tout l'ouest du Cameroun dans le cadre du renouvellement des cadres du parti dans cette région du Cameroun en 2002 tout en dirigeant par la même occasion les opérations de choix par les primaires, des candidats de l'ouest du Cameroun aux élections législatives et municipales de 2002. 
Il fut le principal artisan de la paix dans la ville d'Abong Mbang dans l’est du Cameroun en 2007 ; Yagoua et Mindif dans l’extrême-nord en 2008 et 2009. Il est à noter que Fadil bayero déclare être de plus en plus intéressé par la politique.
En 2013, il bénéficie de la confiance du parti pour conduire les opérations pour le choix des candidats aux législatives et municipales. Par délégation de pouvoirs du Président National du parti, Mr Paul Biya, il signe les dossiers de tous les conseillers déposés à Elecam, organe chargé des élections au Cameroun.
Il est aussi sollicité par le président de la République lors de ses voyages officiels à l’étranger. C’était le cas en 2010 à l’occasion du dernier sommet France-Afrique à Nice en France. Mohamadou Bayero Fadil avait alors fait une  communication sur la responsabilité sociétale des entreprises. 

## Économie
Porté à la tête du Groupe Fadil en 1994, le président Bayero Fadil a créé de nouvelles structures pour rendre certaines activités indépendantes. Ainsi sont nées la SOGEDEL (élevage bovin), le CAIC (Agriculture), EMG (Equateur Media Group) qui rassemble Dikalo (journal), CAMNEWS24 (télévision) et Hit Radio, SIFI (immobilier), SELCAM (sel), SNC et LAGON BLEU (tourisme et hôtellerie) et TIKO SOAP (savonnerie). 
Il a fait doubler le patrimoine foncier du CCC en 2008.
Depuis 2017, il est le Président-Fondateur du groupe  MBF Fadil Holding qui renferme un ensemble de plusieurs structures spécialisées chacune dans une activité allant de l'agriculture de seconde génération et l’élevage moderne au BTP et construction, l' immobilier, en passant par le commerce et le transport maritime,   les cosmétiques et autres productions médias. 

## Le siège du Groupe Fadil

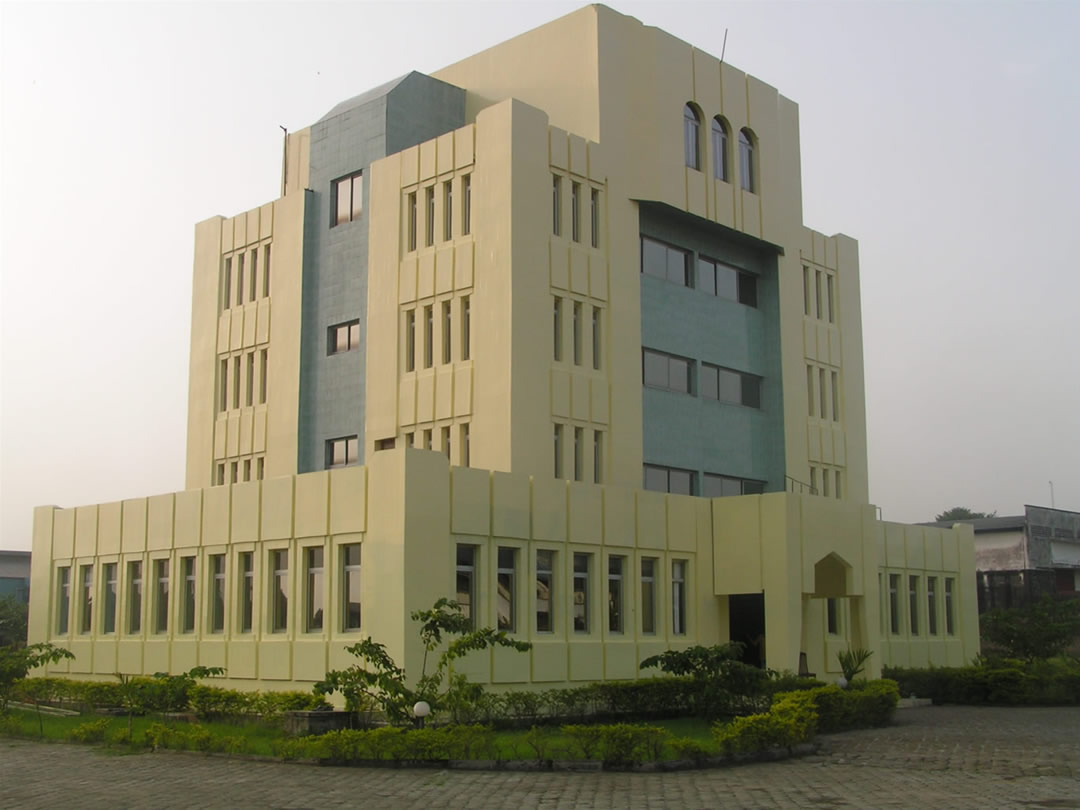
Siège du Groupe Fadil à Douala.

Pour entreprendre toutes les activités du Groupe et améliorer les conditions de travail du personnel du groupe, Bayero Fadil a fait construire un siège futuriste qui s’érige sur une superficie globale de 1 250 m2. C’est le bâtiment le plus élevé de la zone industrielle de Bassa.

## Responsabilités sociétales

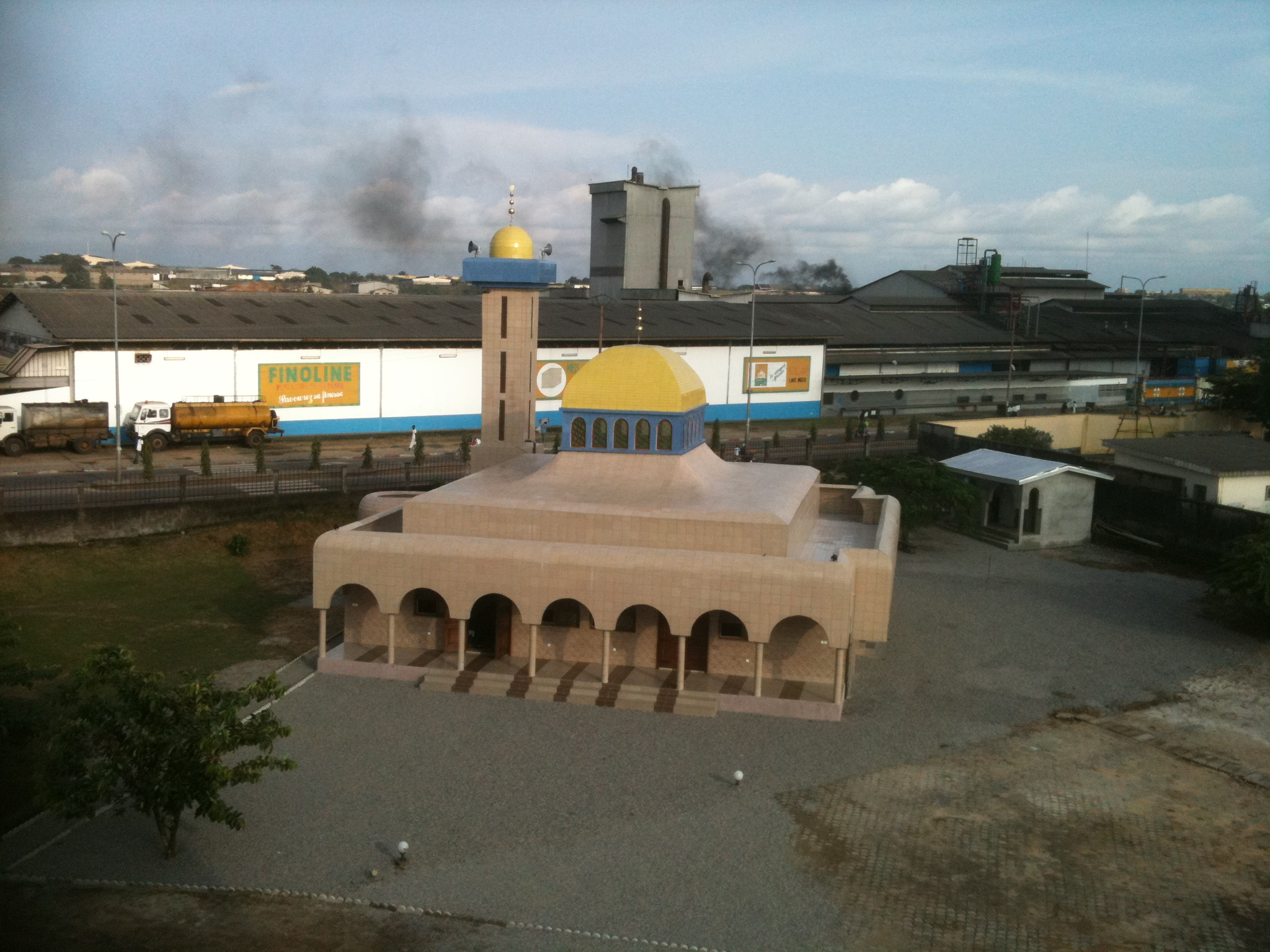
La mosquée Fadil.

Engagé dans la recherche des solutions aux problèmes mondiaux de développement, membre et consultant du Forum économique mondial (WEF) et du forum pour l’investissement et finances en Afrique (EMRC) entre autres, président du conseil d’administration de l’Agence des normes et la qualité, le président Bayero Fadil  a amené le groupe Fadil à souscrire librement et simplement au concept de la responsabilité sociale (RSE) de son entreprise.
Bayero Fadil a proposé à son entreprise la construction d'une mosquée dans l’enceinte même de ses installations car la zone industrielle de Douala-Bassa et ses quartiers environnants abritent une forte communauté musulmane et elle manquait de lieu de culte réservé à la prière de vendredi.  Cette mosquée, bâtie sur une superficie de 443 m2 est dotée d’une cour d’environ 1 500 m2. Son minaret s’érige sur 19 m environ. Elle a été inaugurée le 13 août 2010 par l’imam central de la ville de Douala devant un important parterre de personnalités.
Le président Fadil Bayero a aussi promu auprès de la nouvelle direction RSE du groupe Fadil, la réalisation d'un forage équipé des points d'eau modernes. Il permet l’accès à l’eau potable pour les couches défavorisées  riveraines de CCC. Il a été inauguré le 25 février 2011 par l’autorité administrative du quartier Ndogsimbi de Douala.
Le 17 mars 2011 Fadil Bayero a assisté au baptême de l'avenue qui porte désormais le nom de  sa famille, sous la présidence effective du gouverneur du littoral. L'avenue El Hadj Fadil Abdoulaye a été baptisée devant un parterre important de personnalités. il aime bien à le souligner : « Désormais, j'habite au 90 et travaille au 278 avenue El Hadj Fadil Abdoulaye ».

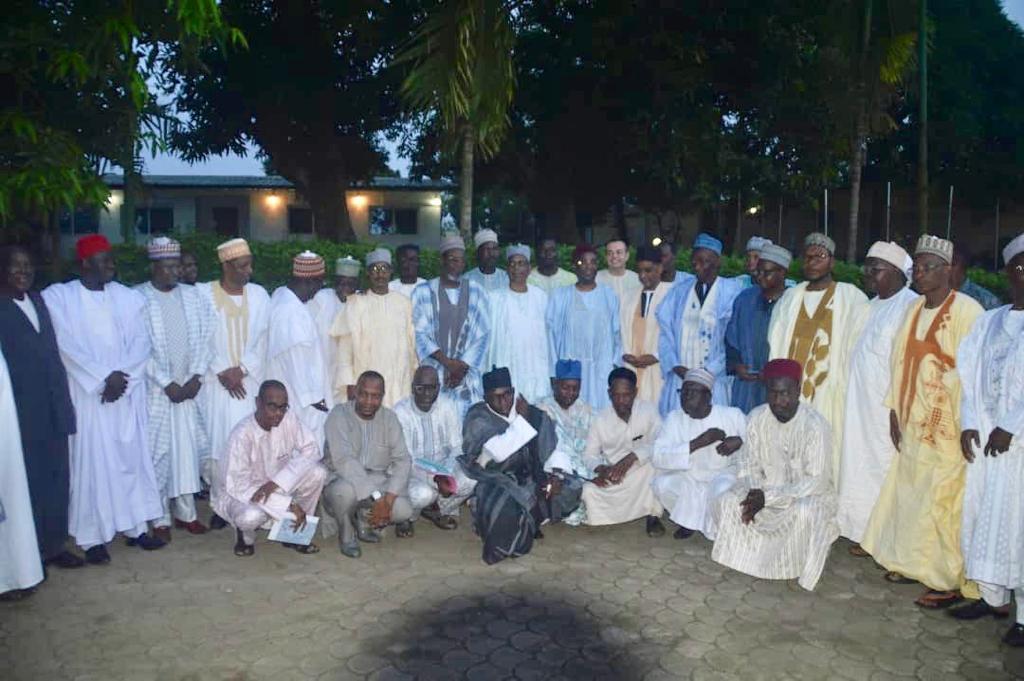
Réunion de la Communauté du Grand Nord.

Le Dr. Mohamadou BAYERO FADIL est aussi le Superviseur Général de l'Association de la Communauté du Grand Nord du Wouri (CGN),  créée en 2019 à Douala

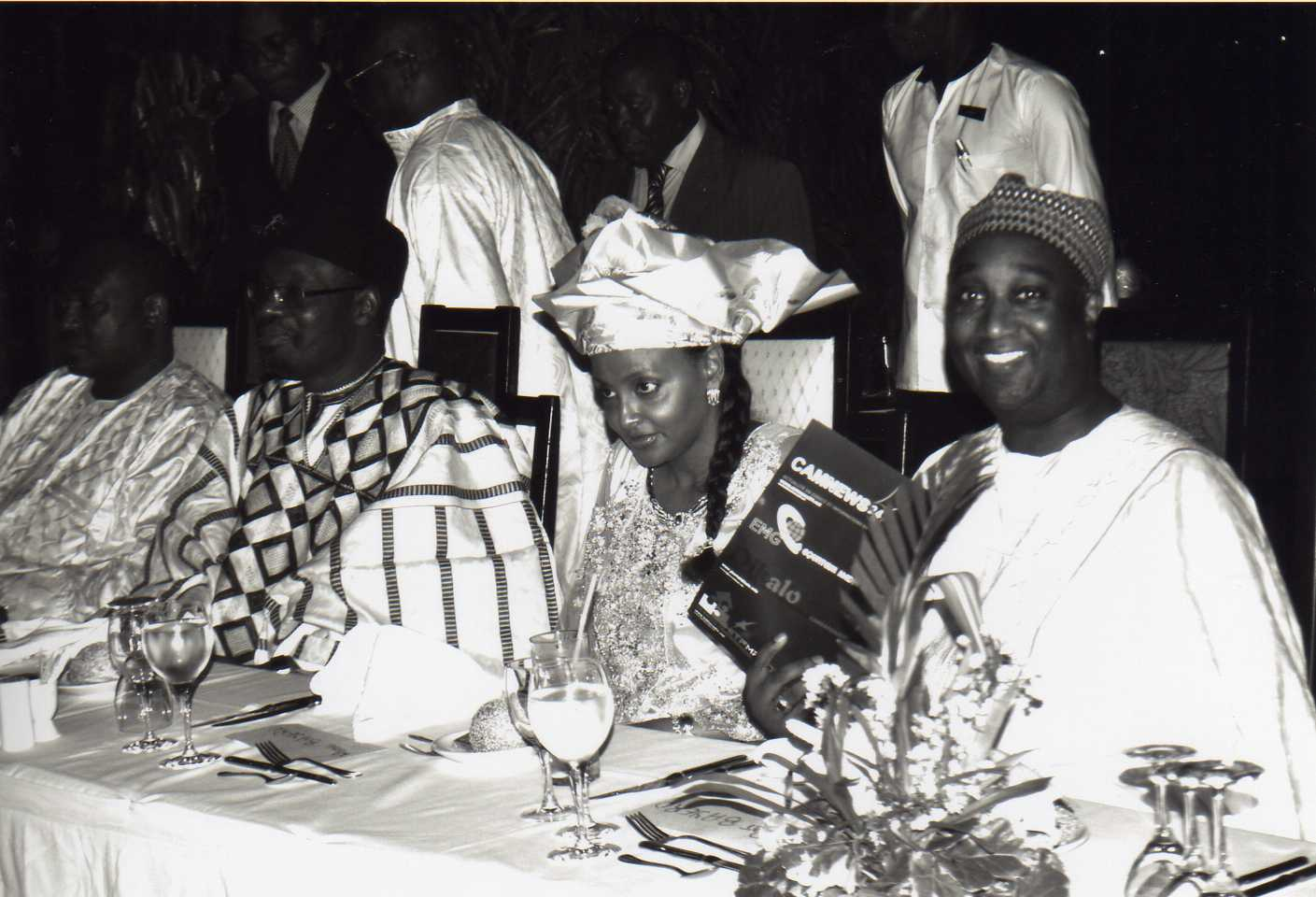
Lancement de Camnews24.

## Média
Le 18 février 2012 Mr Fadil Bayero lance en présence du Ministre de la communication du Cameroun, M. Issa Tchiroma Bakary, la nouvelle chaîne de télévision du groupe Équateur Media Group, fondé en 1996.  Le groupe est déjà propriétaire du journal le dikalo, de la chaine de radio hitfmradio. CAMNEWS 24 est une chaîne d’informations générales en continu qui propose des reportages, magazines et documentaires.

## Distinctions

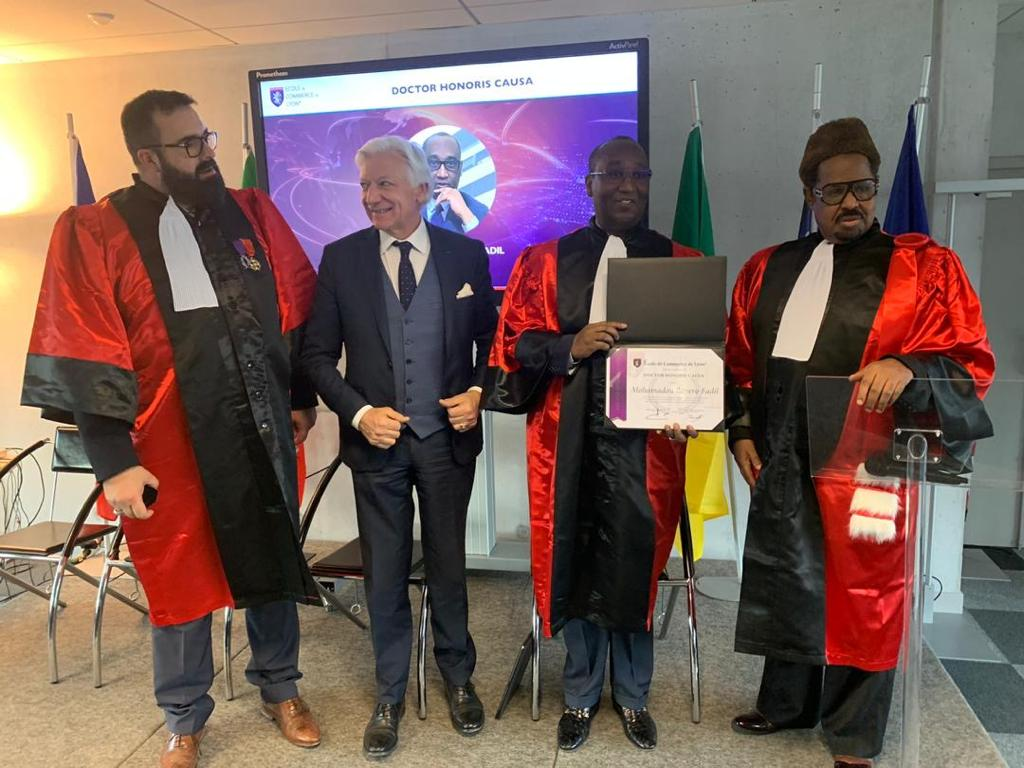
Cérémonie à l'EDC Lyon.

Lors de la cérémonie de sa remise de doctorat honoris causa en Décembre 2019 à Lyon, le Groupe École de commerce de Lyon a présenté e Elhadj Mohamadou Bayero Fadil comme un symbole de réussite qui doit inspirer de nombreux jeunes africains.